# Carlos Martínez Pardo
Carlos Martínez Pardo (La Coruña, España, 19 de enero de 1996) es un jugador de baloncesto español. Actuó en todas las categorías del baloncesto profesional español y también en el circuito internacional de baloncesto 3x3. 

## Trayectoria

### Juvenil
Martínez se formó en la cantera del Básquet Coruña, siendo reclutado por el Laboral Kutxa Baskonia en 2010. El club vasco lo consideró uno de los jugadores más prometedores en su categoría.
En 2011 fue promovido al Fundación 5+11 para continuar allí su desarrollo como baloncestista. A partir de esa temporada comenzó también a actuar en la Liga EBA como jugador del UPV Álava.

### Profesional
Su debut con el Laboral Kutxa Baskonia se produjo el 24 de enero de 2014 en un encuentro ante el Olympiakos BC por la temporada 2013-14 de la Euroliga, en tanto que su debut en la Liga Endesa ocurriría recién en la siguiente temporada cuando, el 15 de marzo de 2015, los vascos se enfrentaron como locales ante el Joventut Badalona. En el medio de ambas experiencias se desempeñó como jugador del Araberri en la LEB Plata. 
El coruñés fue cedido al Fundación Lucentum Alicante en el verano de 2015, equipo con el cual volvió a jugar otra temporada en la tercera división del baloncesto profesional español.
Posteriormente compitió en la LEB Oro como parte del Oviedo Baloncesto y del CB Clavijo, antes de retornar al Básquet Coruña en 2018 donde jugaría los siguientes dos años. 

### Baloncesto 3x3
Aunque Martínez comenzó a participar de torneos oficiales de baloncesto 3x3 en 2014, no fue sino hasta 2021 en que se convirtió en un jugador regular del circuito internacional de la disciplina. A raíz de ello ha competido en diversos torneos europeos como miembro del Onil 3x3, en la 3BL de India con los Mumbai Heroes y en la 3BL de Tailandia con los Udon Thani Giants, en la VBA 3x3 de Vietnam con los Thang Long Warriors, y en el Tour Mundial de Baloncesto 3x3 de FIBA como parte del equipo suizo Lausanne Sport.
En febrero de 2024 disputó con el equipo Ramboot Esports los Juegos del Futuro en Kazán, Rusia, en la categoría de baloncesto phygital, un deporte que mezcla los esports con el baloncesto 3x3.

## Selección nacional

### Juvenil
Martínez fue miembro de los seleccionados juveniles de baloncesto de España, llegando a jugar el torneo U14 Slovenia Ball de 2010 (donde fue reconocido como el MVP del certamen), el Campeonato Europeo de Baloncesto Masculino Sub-16 de 2012, y el Campeonato Europeo de Baloncesto Masculino Sub-18 y el Torneo Albert Schweitzer de 2014. 

### 3x3
Con la selección de baloncesto 3x3 de España el alero ha actuado en el Campeonato Europeo 3x3 de Baloncesto Masculino de 2021 y 2022, y en el Torneo Preolímpico de Baloncesto 3x3 de 2024. 